# Niles Caulder
Conocido como "El Jefe", su nombre real es el  Ph.D. Niles Caulder, es un personaje ficticio creado para la editorial DC Comics, es conocido por ser el líder y fundador de la Doom Patrol, Apareció por primera vez en las páginas de la historiera My Greatest Adventure Vol. 1 #80 (junio de 1963) siendo creado por Bob Haney, Arnold Drake y Bruno Premiani, los mismos creadores de la Doom Patrol.
El Jefe hizo su primera aparición de acción en vivo en la serie Titanes de DC Universe, interpretado por Bruno Bichir. En Universo DC y de HBO Max aparece en la serie Doom Patrol, interpretado por Timothy Dalton.

## Historia sobre su publicación
El Cocreador Arnold Drake confirmó hace unos años en una entrevista que para su inspiración en la creación para el personaje de "El jefe" tomo como inspiración en el personaje de la obra literaria de Sir Arthur Conan Doyle, el personaje ficticio del hermano mayor de Sherlock Holmes, Mycroft.

## Historia ficticia del personaje

### Orígenes Pre-Crisis
El Dr. Niles Caulder es un genio científico parapléjico dotado con un nivel superior de inteligencia. Caulder utiliza su conocimiento científico para desarrollar numerosas invenciones e innovaciones que le ha hecho rico. Caulder fundó y organizó un equipo de superpoderosos héroes conocido como la Doom Patrol, para proteger a los inocentes y luchar contra el crimen, y para enseñarles a la humanidad el poder aceptar a los demás aquellos que se les consideran "monstruos" y aprendan a aceptarlos tales como son, sin embargo, el ostracismo ha sido el causante de las transformaciones que han sido radicalmente el objeto de los diferentes terribles accidentes de los miembros que han integrado a la Doom Patrol. Es el genio de Caulder el cual permitió sobrevivir a los futuros miembros del equipo (en este caso, es el responsable de la reconstrucción del cuerpo de Cliff Steele al transformarlo en un ser robótico llamado Robotman, contribuyó a dotarle de unos vendajes medicados especiales antirradiación que porta Larry Trainor, conocido como el Hombre Negativo), quien le ayudó a conceder su extravagancia y sus sorprendentes habilidades.
Además, Caulder desarrolló un interés en la creación por lograr una mejor vida a una edad temprana. Esto fue demostrado a una corta y temprana edad, siendo desde juventud ser un brillante inventor e ingeniero, en un momento en el cual Caulder había recibió fondos de un misterioso benefactor. Gracias a esta financiación, Caulder logró crear un producto químico capaz de prolongar la vida. En última instancia, se reveló que dicho benefactor era un hombre conocido como el General Immortus, que contrató a Niles Caulder para crear un producto químico que pudiera sustituir a la que anteriormente le había permitido prolongar su vida durante varios siglos, sin embargo este antiguo producto estuvo fallando, luego de perder su poción de inmortalidad. Cuando el joven científico descubrió finalmente la verdad sobre su misterioso benefactor, se negó a continuar el proyecto. Inmediatamente, Immortus respondió tajantemente mediante la implantación de un artefacto explosivo en la parte superior del torso de Caulder, que podría desencadenar de forma remota, cualquier intento de escapar o hacer algo indebido para que Niles Caulder anulara el sistema de detonación de la bomba. Caulder finalmente idearía un plan para obtener el control del dispositivo de la bomba, sin embargo, esto le costó su capacidad para caminar. El incidente le inspiró y le recordó a Caulder que para tener una mejor vida, debe venir de una experiencia trágica y que fuera capaz de sobrevivir a la misma, como la que le ocurrió a él. Otro general (el General Zahl) así como otro artefacto explosivo, en otro incidente también cobró la vida del que sería su primer equipo Doom Patrol, pero tanto Niles y la mayoría de los demás miembros también lograron sobrevivir de algún modo.

### Post-Crisis en las Tierras Infinitas: La breve etapa deGrant Morrison
Parte de la historia sobre el profesor Caulder aparentemente había permanecido intacta tras los acontecimientos de la Crisis en las Tierras Infinitas; Sin embargo, cuando el escritor de historietas tomó la serie de la Doom Patrol, el escocés Grant Morrison (del cual sería a mejor etapa jamás escrita de dicha historieta, comenzando con Vol. 2, desde el #19) se reimagina al personaje como una persona fría, calculadora e individual, además de un tanto misterioso. Cerca del final de su etapa en la serie, Morrison incluso reveló en la historieta que Caulder habría sido responsable de los respectivos "accidentes" que causaron que los miembros originales de la Doom Patrol pudieran obtener sus poderes, ya que su filosofía personal es que la verdadera grandeza viene a través de la superación personal a partir de los acontecimientos trágicos.
En los primeros años de la Patrulla, Caulder no sólo mantuvo su verdadera identidad y su aspecto secreto para el público; aunque su equipo lo conocía tan sólo como "El Jefe". En la edición de la Doom Patrol Vol. 1 #88 (junio de 1964), su tercer combate contra el General Immortus le obligaría a decir al resto de la Patrulla parte de su propia historia verdadera y su nombre real, y que de repente y sin explicación alguna se hace de su conocimiento público común en el resto de la serie original de los años 1960 (incluso en las dos miniseries "flashbacks" que se publicaba en paralelo y posteriores al primer volumen del cómic, detalla cómo Cliff Steele y Larry Trainor se convertían en "monstruos" y como fueron reclutados por Caulder, utilizando casualmente el nombre).
En los últimos años, de acuerdo con el anterior Retcon planteado que manipulaba las transformaciones originales de la Doom Patrol, se puso de puso de manifiesto que Caulder también había experimentado con otros personajes en el mundo, que terminaron beneficiado tanto a su causa como tratando de perjudicar a la humanidad, donde varios de ellos serían convertidos en varios de sus enemigos. El más conocido de ellos, fue una organización denominada la Hermandad del Mal, un grupo de personas metahumana que tuvieron que vivir como "monstruos", y entre los cuales, se encontraba su antiguo amigo y colega, y que más tarde se llamaría con el nombre criminal de Cerebro. La Hermandad existiría como una organización paramilitar elitista, implicados en actos terroristas por todo el mundo, tales como la destrucción de la ciudad estadounidense de Blüdhaven, y de vez en cuando intentarían tomar dominio del mundo, y que con la muerte y destrucción de Niles Caulder, le harían pagar sus trágicas transformaciones.
Hacia el final de la etapa de Grant Morrison con la Doom Patrol, Caulder es descubierto trabajando en una bomba de nanotecnología que destruiría a la mitad del mundo y la reemplazaría con seres humanos transformados en monstruos de la naturaleza, aplicando una teoría en la cual, al destruir la antigua raza humana, esta se levantaría de nuevo como una nueva especie superhumana. Por lo tanto, tuvo que tomar medidas desesperadas, como matar al Tempest original, Joshua Cray, para poder proteger su secreto, sin embargo, su Doom Patrol logra detenerlo y evitar así que lleve a cabo sus planes.
Durante estos eventos, es decapitado por una creación de Dorothy Spinner conocida como Candlemaker. El doctor Will Magnus, junto a sus Hombres de Metal construyeron un nuevo cuerpo para El Jefe, diciéndole que debería intentar ayudar a la Patrulla para compensar lo que hizo. Supuso convertirse en un suicida por su propia culpa, cuando "El Jefe" declara que nunca pudo hacer lo suficiente para compensar por sus acciones, y utilizaría su nuevo cuerpo para poder controlar su cabeza. Magnus fue capaz de salvar Al Jefe consiguiendo que la cabeza fuese trasladada a una cámara criogénica, posteriormente "El Jefe" fue salvado y ahora, únicamente, su cabeza cortada le permitiría sobrevivir en un cubo de hielo, subsistiendo a base de batidos. Él expresa su remordimiento por sus acciones y de nuevo reconstruye a la Doom Patrol para poder continuar sus esfuerzos en su extraña guerra contra el crimen.
En los últimos números de la serie, El Jefe se habría combinado a sí mismo con la metahumana Alice Wired-for-Sound, un ser (Espíritu Sexualmente Reimaginado), que se alimentaba del teletransportador DP, como medio para poder lograr una mayor movilidad. Durante este último arco de la historia, se imaginó a los amigos de Ari, pero al Jefe le costó entrar al árbol de la vida, costándole la muerte de las Sefirot y de él mismo.

### Post-Crisis Infinita
Cuando Superboy Prime golpeó las barreras de la realidad, ciertos acontecimientos se volvieron a reescribir, y Niles recuperaba su cuerpo una vez más,  y volvía a actuar como líder del equipo. Se reveló que al parecer todavía es responsable de la creación de los miembros originales de la Patrulla, a pesar de que afirman estos le han perdonado.
Caulder ahora parecería tener la intención de expandir las filas de la Doom Patrol; al lograr convencer al Chico Bestia para que volviera al equipo, y que formalmente se uniera a él por primera vez, logrando que también que Bumblebee y Vox también se unieran. Sin embargo, Robin logra poner en duda los motivos del "Jefe", como lo demuestra al manipular a Elasti-Girl, por lo tanto, Robin lo acusa de manipulación mental de la Doom Patrol, manteniéndolos dependientes de él. Por su parte, Caulder sostiene que al unirse a la Doom Patrol, los miembros del equipo "no tienen que ser considerados unos monstruos una vez más." Más tarde, cuando se le oyó por casualidad diciendo a Caulder a Kid Devil que sus compañeros de equipo no les agrada y que debería unirse a la Doom Patrol, los otros finalmente se dan cuenta finalmente que les ha estado controlando con temor y odio asímismos.
Mientras Caulder les dice que lo necesitan, Mento, finalmente, se quita su casco, y logra comprender lo que todos estos años ha hecho "El Jefe" con ellos, permitiéndole pensar con claridad. Mento le advierte al "Jefe" que ya no lo reconocen como su líder y si alguna vez le habla a Elasti-Girl o al Chico Bestia de nuevo, él destruirá el intelecto de Caulder. Sorprendido por esto, el jefe se va corriendo a su laboratorio.
También en una historia de la historieta mensual de los Teen Titans Vol. 3, se revelaría también que Caulder habría intentado brutalmente asesinar al científico que luego se convertiría en "Cerebro", porque ambos estaban trabajando en la misma poción para el General Immortus y Caulder estaba celoso del genio de Cerebro e hizo que lo juzgaran injustamente por volar el laboratorio de su colega científico, con el fin de obligar que el futuro Robotman sucumbiera antes del accidente, para que prematuramente se convirtiera en el ser mecánico que lo caracterizaba. Cerebro también revelaría que él y la Doom Patrol no son los únicos seres humanos inocentes cuyos cuerpos quedaron destrozados contra su voluntad por parte de Caulder, para poder crear a su propio equipo de superhéroes personal. Dos personajes nunca antes mencionadas (Electric Blu y el Cañón Humanno) y una misteriosa mujer conocida como la Mujer Negativa (presumiblemente un retcon del origen de los poderes de Valentina Vostok) que es posible que deambulen por alguna parte, y que poblemente podrían haber rechazado a Caulder por el daño que les infligió.
Recientemente, se vio a Caulder diseñandoles una nueva salade investigaciones de la Liga de la Justicia. posteriormente, aparecería en la miniserie de los Cuatro Jinetes #4, (Tie-In de Un año después y 52) tomando de nuevo el cargo de la Doom Patrol.

### La noche más oscura
Durante el evento conocido conocido como la La noche más oscura, un tie-in de la histórica central, ubicada en las páginas de la última serie de la Doom Patrol, Caulder es atacado por su exesposa Celsius, luego de haber muerto en algún momento atrás, siendo revivida como miembro de los Black Lantern Corps. Durante su ataque, Celsius sólo es capaz de detectar la avaricia que emana como emisión del cuerpo de Niles, toda su aura de color emocional es naranja. Usando sus poderes de control del calor y el frío, Celsius le congela y destruye las piernas de Caulder. Luego que intenta matarlo, con el objetivo de arrancarle su corazón. Caulder sería salvado por la intervención por parte de un hombre que intentó hacerle un agujero negro en la cara, y la envió afuera de la isla Oolong, junto con su compañero Black Lantern, al aprisionar a Celsius en una burbuja de energía. Incapaz de derrotar a los Black Lanterns, Caulder utilizó una puerta de urdimbre para enviarlos a todos ellos a donde se encontraba la Liga de la Justicia, con la esperanza de que serían capaces de lidiar con el problema. Sin embargo, en el último momento sería golpeado por el dolor insoportable a raíz de sus piernas destruidas, cediendo al final, y terminando inconsciente.

### "Super Jefe"
Caulder más tarde obtuvo los poderes y el cuerpo de un Kryptoniano, duplicando con éxito la capacidad de absorber la radiación solar amarilla y las células del mismo, transformándose en una especie de "Superman". Caulder atacó a su equipo, antes de salir a hacer su trabajo por sí mismo. Robaría todos los misiles en el planeta y deshecha sobre en la Antártida, posteriormente atacaría a las Naciones Unidas en un intento por hacer "un mundo mejor". Sólo sería detenido cuando su equipo de laboratorio, "Millicent" transmite una secuencia de luces a través de los ojos de Robotman, que apagaría neurológicamente el cerebro de Caulder. Su cuerpo pasaría a estar en estado de coma y sería almacenado en la Isla Oolong.  Posteriormente, la Doom Patrol descubrió que alguien ha entrado al cuerpo que se encuentra en estado de coma y logró robar el cuerpo de Caulder.

### Los Nuevos 52/DC Renacimiento
Los Nuevos 52, el reboot de la continuidad del Universo DC, Niles Caulder es reintroducido como un joven y saludable genio, como fue visto en el #4 de Los Ravagers. Aparece asistiendo en una instalación científica e ingeniería subterránea situada bajo la ciudad de Los Ángeles, ofreciendo la asesoría a la sede y ayudando en una campaña contra una organización terrorista al infiltrarse en N.O.W.H.E.R.E., Caulder es capturado junto con el resto de los demás Ravagers por parte de Deathstroke a órdenes de Harvest.
Durante los acontecimientos Maldad Eterna, se revela que Niles Caulder ha creado un nuevo equipo, al cual ha denominado como la Doom Patrol luego desde su última aparición y se ha liberado del control de Harvest. Esta nueva versión de la Doom Patrol desafortunadamente fue derrotada por el Sindicato del Crimen de Tierra-3, justamente cuando se encuentran con los miembros de dicho equipo Johnny Quick y Atómica, provocando que Niles Caulder se retiraran para "plantear de nuevo sus planes". Tras la derrota del Sindicato del crimen, Caulder y su nueva Doom Patrol volverían en la edición #30 de la Liga de la Justicia. Sus miembros se basan en el equipo de la versión original de 1963, como son, Robotman, Elasti-Girl, el Hombre Negativo y ahora incluyendo a la exmiembro de la Liga de la Justicia, Element Woman.

## Otras versiones

### Amalgam Comics
- Niles Caulder se fusiona con Cable de Fuerza-X de Marvel Comics para conformar a Niles Cable.[16]

### Teen Titans: Earth One Vol.1 y Vol.2
- La intrducción de los dos volúmenes de la línea de historietas "DC: Earth One" introduce a un nuevo Niles Caulder como el responsable del programa conocido como los "Teen Titans".[17]

## En otros medios

### Televisión

#### Animación
- Jefe (junto a los miembros de Doom Patrol Hombre Negativo, Robotman y Elasti-Girl) aparece en el episodio de Batman: The Brave and the Bold, "The Last Patrol!", con la voz de Richard McGonagle.
- Jefe aparece en los segmentos de "Doom Patrol" de DC Nation Shorts, con la voz de Jeffrey Combs.
- Jefe aparece en la tercera temporada de Young Justice, con la voz de Scott Menville.
- Jefe aparece en Teen Titans Go!, expresado por Larry Kenney.

#### Acción en vivo
- El Jefe aparece en el episodio "Doom Patrol" de la serie Titanes de DC Universe, interpretado por Bruno Bichir.[18] La serie muestra que el Jefe había salvado a Rita Farr, Larry Trainor y Cliff Steele, además de salvar a Gar Logan proporcionándole el suero que le dio sus habilidades de cambio de forma. También se muestra que recientemente recuperó la capacidad de caminar, pero se paraliza nuevamente al final del episodio cuando intenta experimentar con Rachel Roth y es herido por sus poderes.
- Timothy Dalton interpreta al Jefe en la serie Doom Patrol de DC Universe, que se desarrolla en una continuidad separada de Titanes. Cuando era niño, Abigail Shapiro lo interpreta. La serie utiliza la descripción posterior a la crisis del Jefe como responsable de los incidentes que transformaron a los miembros de la Patrulla Condenada, pero en lugar de estar motivado por una filosofía personal, el Jefe orquesta los eventos para proteger a Dorothy Spinner, quien es representada como su hija.

### Varios
Jefe (junto con los otros miembros de Doom Patrol) apareció en el número 7 de los cómics de Batman: The Brave and the Bold.

## Similitudes
El personaje de Niles Caulder guarda muy notorias semejanzas con Charles Xavier, personaje de la compañía rival Marvel Comics, así como también ambas publicaciones (la Patrulla Condenada y los X-Men) eran muy similares en sus inicios. Si bien los X-Men son mucho más conocidos, la publicación de la Patrulla fue editada primero, con unos 3 meses de anticipación. Esto llevó al creador de la Patrulla Condenada, Arnold Drake, a acusar a Stan Lee de robarle la idea.